# Кировский район (Кемерово)
Кировский район — внутригородской район города Кемерово. Расположен на правом берегу реки Томь в северо-западной части города.

## История
Датой основания района считается 5 декабря 1934 года, когда поселку «Строитель» на Химплощадке было присвоено имя политического деятеля Сергея Мироновича Кирова.

## Население
| 1959    | 1970    | 1979    | 1989    | 2002    | 2009    | 2010    |
| ------- | ------- | ------- | ------- | ------- | ------- | ------- |
| 54 289  | ↗62 481 | ↗62 551 | ↗68 452 | ↘61 694 | ↘57 822 | ↗59 692 |
| 2012    | 2013    | 2014    | 2015    | 2016    | 2017    | 2018    |
| ↘59 167 | ↘59 108 | ↗59 123 | ↗59 297 | ↗59 363 | ↘59 052 | ↘58 727 |
| 2019    | 2020    | 2021    |         |         |         |         |
| ↘58 214 | ↘57 426 | ↘56 300 |         |         |         |         |

## Культура и здравоохранение
Функционирует Дворец Культуры имени 50-летия Октября.
С 1947 г. открыта Детская музыкальная школа №2, которая в 2001 г.  становится Детской школой искусств № 50.
На территории района расположена городская клиническая больница №2.

## Промышленность
- Филиал Российского межотраслевого холдинга «СИБПЛАЗ».
- ФГУП "П/О Прогресс", улица 40 лет Октября, дом 2.

## Администрация
Непосредственное осуществление руководством района осуществляет территориальное управление Кировского района, начальником которого является Кирилл Сергеевич Безумов